# Mount Dalmeny
Mount Dalmeny är ett berg i Antarktis. Det ligger i Östantarktis. Nya Zeeland gör anspråk på området. Toppen på Mount Dalmeny är 1 610 meter över havet, eller 111 meter över den omgivande terrängen. Bredden vid basen är 3,8 km.
Terrängen runt Mount Dalmeny är kuperad åt sydväst, men åt nordost är den bergig. Trakten är obefolkad. Det finns inga samhällen i närheten.